# Karine Sergerie
Karine Sergerie (Montreal, 2 de febrer de 1985) és una esportista quebequesa que va competir en taekwondo.
Va participar en els Jocs Olímpics de Pequín 2008, obtenint una medalla de plata en la categoria de –67 kg. Va guanyar quatre medalles al Campionat Mundial de Taekwondo entre els anys 2003 i 2011.

## Palmarès internacional
| Jocs Olímpics     | Jocs Olímpics                      | Jocs Olímpics | Jocs Olímpics |
| Any               | Lloc                               | Medalla       | Categoria     |
| ----------------- | ---------------------------------- | ------------- | ------------- |
| 2008              | Pequín ( R.P. de la Xina)          | 2             | –67 kg        |
| Campionat Mundial |                                    |               |               |
| Any               | Lloc                               | Medalla       | Categoria     |
| 2003              | Garmisch-Partenkirchen ( Alemanya) | 2             | –63 kg        |
| 2005              | Madrid ( Espanya)                  | 3             | –59 kg        |
| 2007              | Pequín ( R.P. de la Xina)          | 1             | –63 kg        |
| 2011              | Gyeongju ( Corea del Sud)          | 3             | –62 kg        |